# Campionati mondiali juniores di biathlon 2018
I Campionati mondiali juniores di biathlon 2018 si sono svolti dal 26 febbraio al 4 marzo a Otepää, in Estonia. Le gare, maschili e femminili, si sono articolate nelle due categorie "Giovani" (fino a 19 anni) e "Juniores" (fino a 21 anni).

## Risultati

### Uomini

#### Categoria "Giovani"

##### Sprint 7,5 km
| Pos. | Atleta           | Nazione    | Tempo   |
| ---- | ---------------- | ---------- | ------- |
| 1    | Michail Pervušin | Russia     | 20:17,3 |
| 2    | Tommaso Giacomel | Italia     | 20:39,2 |
| 3    | Vítězslav Hornig | Rep. Ceca  | 20:55,9 |
| 4    | Alex Cisar       | Slovenia   | 21:01,3 |
| 5    | Filip Andersen   | Norvegia   | 21:15,4 |
| 6    | Andrej Viuchin   | Russia     | 21:16,3 |
| 7    | Niklas Hartweg   | Svizzera   | 21:19,3 |
| 8    | Denis Taštimerov | Russia     | 21:32,0 |
| 9    | Mikuláš Karlík   | Rep. Ceca  | 21:34,3 |
| 10   | Tomáš Sklenárik  | Slovacchia | 21:40,2 |

2 marzo

##### Inseguimento 10 km
| Pos. | Atleta                      | Nazione    | Tempo   |
| ---- | --------------------------- | ---------- | ------- |
| 1    | Andrej Viuchin              | Russia     | 29:31,2 |
| 2    | Michail Pervušin            | Russia     | 29:48,0 |
| 3    | Aleksej Ogorelkov           | Russia     | 30:43,3 |
| 4    | Filip Andersen              | Norvegia   | 30:45,5 |
| 5    | Martin Bourgeois République | Francia    | 30:48,2 |
| 6    | Tommaso Giacomel            | Italia     | 31:58,2 |
| 7    | Alex Cisar                  | Slovenia   | 32:00,6 |
| 8    | Kristo Siimer               | Estonia    | 32:05,2 |
| 9    | Tomáš Sklenárik             | Slovacchia | 32:13,0 |
| 10   | Denis Taštimerov            | Russia     | 32:16,8 |

4 marzo

##### Individuale 12,5 km
| Pos. | Atleta                      | Nazione    | Tempo   |
| ---- | --------------------------- | ---------- | ------- |
| 1    | Michail Pervušin            | Russia     | 37:41,2 |
| 2    | Filip Andersen              | Norvegia   | 37:53,5 |
| 3    | Martin Bourgeois République | Francia    | 38:28,4 |
| 4    | Andrej Viuchin              | Russia     | 38:39,4 |
| 5    | Tomáš Sklenárik             | Slovacchia | 38:39,8 |
| 6    | Denis Taštimerov            | Russia     | 38:40,7 |
| 7    | Wojciech Janik              | Polonia    | 38:42,4 |
| 8    | Anton Vidmar                | Slovenia   | 39:25,5 |
| 9    | Jevhen Ivčenko              | Ucraina    | 39:27,8 |
| 10   | Mikuláš Karlík              | Rep. Ceca  | 39:55,3 |

26 febbraio

##### Staffetta 3x7,5 km
| Pos. | Nazione     | Atleti                                                 | Tempo     |
| ---- | ----------- | ------------------------------------------------------ | --------- |
| 1    | Russia      | Denis Taštimerov Andrej Viuchin Michail Pervušin       | 1:04:51,1 |
| 2    | Rep. Ceca   | Vítězslav Hornig Tomáš Mikyska Mikuláš Karlík          | 1:07:21,1 |
| 3    | Norvegia    | Eirik Gerhardsen Martin Alfheim Filip Andersen         | 1:07:55,6 |
| 4    | Italia      | Kevin Gontel Didier Bionaz Tommaso Giacomel            | 1:08:33,9 |
| 5    | Slovenia    | Anton Vidmar Lovro Planko Alex Cisar                   | 1:09:53,1 |
| 6    | Finlandia   | Santtu Panttila Sameli Joronen Otto Invenius           | 1:10:02,4 |
| 7    | Estonia     | Robert Heldna Kristo Siimer Klaus Mark Kolpakov        | 1:11:26,2 |
| 8    | Romania     | George Marian Colţea Tamás Kovács Adelin Miodrag Duicu | 1:11:55,7 |
| 9    | Stati Uniti | Vaclav Cervenka Camren Nielsen Garrett Beckrich        | 1:12:11,0 |
| 10   | Slovacchia  | Samuel Hubač Lukáš Ottinger Tomáš Sklenárik            | 1:12:24,2 |

28 febbraio

#### Categoria "Juniores"

##### Sprint 10 km
| Pos. | Atleta                    | Nazione     | Tempo   |
| ---- | ------------------------- | ----------- | ------- |
| 1    | Vasilij Tomšin            | Russia      | 25:01,8 |
| 2    | Martin Perrillat-Bottonet | Francia     | 25:22,3 |
| 3    | Sverre Dahlen Aspenes     | Norvegia    | 25:31,2 |
| 4    | Sturla Holm Lægreid       | Norvegia    | 25:43,9 |
| 5    | Johannes Dale             | Norvegia    | 25:45,5 |
| 6    | Dzmitryj Lazouski         | Bielorussia | 25:49,2 |
| 7    | Roman Eremin              | Kazakistan  | 25:53,4 |
| 8    | Vadim Istamgulov          | Russia      | 25:54,7 |
| 9    | Danilo Riethmüller        | Germania    | 26:02,3 |
| 10   | Morgan Lamure             | Francia     | 26:04,7 |

3 marzo

##### Inseguimento 12,5 km
| Pos. | Atleta                    | Nazione   | Tempo   |
| ---- | ------------------------- | --------- | ------- |
| 1    | Sverre Dahlen Aspenes     | Norvegia  | 34:16,7 |
| 2    | Martin Perrillat-Bottonet | Francia   | 35:37,8 |
| 3    | Johannes Dale             | Norvegia  | 36:03,1 |
| 4    | Igor' Malinovskij         | Russia    | 36:29,9 |
| 5    | Vasilij Tomšin            | Russia    | 36:35,6 |
| 6    | Said Karimulla Khalili    | Russia    | 36:54,3 |
| 7    | Vjačeslav Maleev          | Russia    | 36:55,2 |
| 8    | Sturla Holm Lægreid       | Norvegia  | 37:05,5 |
| 9    | Danilo Riethmüller        | Germania  | 37:09,4 |
| 10   | Tuukka Invenius           | Finlandia | 37:31,6 |

4 marzo

##### Individuale 15 km
| Pos. | Atleta                    | Nazione   | Tempo   |
| ---- | ------------------------- | --------- | ------- |
| 1    | Igor' Malinovskij         | Russia    | 41:48,5 |
| 2    | Sturla Holm Lægreid       | Norvegia  | 42:07,9 |
| 3    | Said Karimulla Khalili    | Russia    | 42:11,5 |
| 4    | Danilo Riethmüller        | Germania  | 43:07,7 |
| 5    | Daniele Cappellari        | Italia    | 43:15,2 |
| 6    | Jakub Štvrtecký           | Rep. Ceca | 43:18,6 |
| 7    | Vadim Istamgulov          | Russia    | 43:42,5 |
| 8    | Przemysław Pancerz        | Polonia   | 43:42,9 |
| 9    | Martin Perrillat-Bottonet | Francia   | 43:43,2 |
| 10   | Émilien Claude            | Francia   | 43:57,4 |

1º marzo

##### Staffetta 4x7,5 km
| Pos. | Nazione     | Atleti                                                                     | Tempo     |
| ---- | ----------- | -------------------------------------------------------------------------- | --------- |
| 1    | Russia      | Said Karimulla Khalili Vasilij Tomšin Vjačeslav Maleev Igor' Malinovskij   | 1:25:21,2 |
| 2    | Norvegia    | Sivert Guttorm Bakken Johannes Dale Endre Strømsheim Sturla Holm Lægreid   | 1:26:18,3 |
| 3    | Francia     | Hugo Rivail Émilien Claude Morgan Lamure Martin Perrillat-Bottonet         | 1:28:06,8 |
| 4    | Italia      | Mattia Nicase Patrick Braunhofer Peter Tumler Daniele Cappellari           | 1:28:39,8 |
| 5    | Bielorussia | Aljaksej Hrabennikau Kiryl Cjuryn Il'ja Auseenka Dzmitryj Lazouski         | 1:28:54,2 |
| 6    | Germania    | Julian Hollandt Tim Grotian Marinus Veit Danilo Riethmüller                | 1:29:38,2 |
| 7    | Ucraina     | Ruslan Bryhadyr Serhij Telen' Vladyslav Košovec' Bogdan Cymbal             | 1:30:27,0 |
| 8    | Austria     | Michael Trieb Lucas Pitzer Sebastian Trixl Magnus Oberhauser               | 1:30:42,8 |
| 9    | Svizzera    | Sebastian Stalder Sandro Bovisi Nico Salutt Gian-Fadri Jäger               | 1:30:45,7 |
| 10   | Polonia     | Przemysław Pancerz Tadeusz Nędza-Kubiniec Wojciech Skorusa Marcin Szwajnos | 1:31:00,2 |

27 febbraio

### Donne

#### Categoria "Giovani"

##### Sprint 6 km
| Pos. | Atleta                   | Nazione     | Tempo   |
| ---- | ------------------------ | ----------- | ------- |
| 1    | Elvira Öberg             | Svezia      | 19:46,7 |
| 2    | Heidi Nikkinen           | Finlandia   | 19:59,8 |
| 3    | Amanda Lundström         | Svezia      | 20:03,4 |
| 4    | Anastasija Goreeva       | Russia      | 20:09,6 |
| 5    | Tereza Voborníková       | Rep. Ceca   | 20:14,3 |
| 6    | Chrystyna Dmytrenko      | Ucraina     | 20:18,0 |
| 7    | Jenni Keränen            | Finlandia   | 20:26,4 |
| 8    | Lena Hanses              | Germania    | 20:27,3 |
| 9    | Marthe Kråkstad Johansen | Norvegia    | 20:30,0 |
| 10   | Ukaleq Astri Slettemark  | Groenlandia | 20:35,4 |

2 marzo

##### Inseguimento 7,5 km
| Pos. | Atleta                   | Nazione     | Tempo   |
| ---- | ------------------------ | ----------- | ------- |
| 1    | Anastasija Goreeva       | Russia      | 24:24,0 |
| 2    | Franziska Pfnür          | Germania    | 24:41,5 |
| 3    | Amy Baserga              | Svizzera    | 24:53,0 |
| 4    | Ukaleq Astri Slettemark  | Groenlandia | 25:02,4 |
| 5    | Elvira Öberg             | Svezia      | 25:06,8 |
| 6    | Marthe Kråkstad Johansen | Norvegia    | 25:09,4 |
| 7    | Anastasija Ševčenko      | Russia      | 25:31,9 |
| 8    | Amanda Lundström         | Svezia      | 25:50,4 |
| 9    | Chrystyna Dmytrenko      | Ucraina     | 25:56,5 |
| 10   | Sigrid Bredde Vig        | Norvegia    | 26:00,4 |

4 marzo

##### Individuale 10 km
| Pos. | Atleta              | Nazione     | Tempo   |
| ---- | ------------------- | ----------- | ------- |
| 1    | Elvira Öberg        | Svezia      | 35:35,9 |
| 2    | Anastasija Ševčenko | Russia      | 36:11,5 |
| 3    | Anastasija Goreeva  | Russia      | 36:29,7 |
| 4    | Franziska Pfnür     | Germania    | 36:39,5 |
| 5    | Heidi Nikkinen      | Finlandia   | 36:43,6 |
| 6    | Pascale Paradis     | Canada      | 36:45,1 |
| 7    | Eniko Marton        | Romania     | 37:02,9 |
| 8    | Amy Baserga         | Svizzera    | 37:05,5 |
| 9    | Natal'ja Karnickaja | Bielorussia | 37:16,1 |
| 10   | Juni Arnekleiv      | Norvegia    | 37:18,5 |

26 febbraio

##### Staffetta 3x6 km
| Pos. | Nazione     | Atleti                                                    | Tempo     |
| ---- | ----------- | --------------------------------------------------------- | --------- |
| 1    | Svezia      | Amanda Lundström Ella Halvarsson Elvira Öberg             | 1:03:19,8 |
| 2    | Finlandia   | Jenni Keränen Kaisa Keränen Heidi Nikkinen                | 1:03:19,8 |
| 3    | Norvegia    | Marthe Kråkstad Johansen Sigrid Bredde Vig Juni Arnekleiv | 1:03:56,8 |
| 4    | Russia      | Marija Kretova Anastasija Goreeva Anastasija Ševčenko     | 1:04:29,5 |
| 5    | Rep. Ceca   | Petra Suchá Karolína Dusilová Tereza Voborníková          | 1:05:11,3 |
| 6    | Germania    | Lena Hanses Hanna-Michelle Hermann Franziska Pfnür        | 1:05:23,3 |
| 7    | Slovenia    | Nika Vindišar Živa Klemenčič Tais Vozelj                  | 1:05:34,3 |
| 8    | Polonia     | Magda Piczura Joanna Jakieła Paulina Pawliczek            | 1:05:51,9 |
| 9    | Bielorussia | Dar'ja Kudaeva Natal'ja Karnickaja Irina Hubickaja        | 1:06:33,5 |
| 10   | Canada      | Pascale Paradis Shilo Luca Rousseau Benita Peiffer        | 1:06:55,1 |

28 febbraio

#### Categoria "Juniores"

##### Sprint 7,5 km
| Pos. | Atleta             | Nazione     | Tempo   |
| ---- | ------------------ | ----------- | ------- |
| 1    | Kamila Żuk         | Polonia     | 22:32,5 |
| 2    | Markéta Davidová   | Rep. Ceca   | 22:58,5 |
| 3    | Myrtille Bègue     | Francia     | 23:24,5 |
| 4    | Valerija Vasnecova | Russia      | 23:54,5 |
| 5    | Urška Poje         | Slovenia    | 23:57,5 |
| 6    | Emma Timerbulatova | Russia      | 24:02,7 |
| 7    | Chloe Levins       | Stati Uniti | 24:04,2 |
| 8    | Marit Ishol Skogan | Norvegia    | 24:1,83 |
| 9    | Megan Bankes       | Canada      | 24:22,0 |
| 10   | Sophie Chauveau    | Francia     | 24:38,9 |

3 marzo

##### Inseguimento 10 km
| Pos. | Atleta                   | Nazione     | Tempo   |
| ---- | ------------------------ | ----------- | ------- |
| 1    | Markéta Davidová         | Rep. Ceca   | 32:52,6 |
| 2    | Kamila Żuk               | Polonia     | 33:20,7 |
| 3    | Myrtille Bègue           | Francia     | 33:46,4 |
| 4    | Urška Poje               | Slovenia    | 33:59,9 |
| 5    | Valerija Vasnecova       | Russia      | 34:24,1 |
| 6    | Chloe Levins             | Stati Uniti | 34:44,0 |
| 7    | Emilie Ågheim Kalkenberg | Norvegia    | 35:36,4 |
| 8    | Megan Bankes             | Canada      | 35:45,2 |
| 9    | Emma Timerbulatova       | Russia      | 35:53,3 |
| 10   | Polina Ševnina           | Russia      | 36:26,3 |

4 marzo

##### Individuale 12,5 km
| Pos. | Atleta              | Nazione     | Tempo   |
| ---- | ------------------- | ----------- | ------- |
| 1    | Kamila Żuk          | Polonia     | 41:36,1 |
| 2    | Anna Kryvonos       | Ucraina     | 44:40,8 |
| 3    | Irina Kazakevič     | Russia      | 44:56,1 |
| 4    | Hanna Kebinger      | Germania    | 45:02,2 |
| 5    | Myrtille Bègue      | Francia     | 45:08,7 |
| 6    | Chloe Levins        | Stati Uniti | 45:13,5 |
| 7    | Emma Timerbulatova  | Russia      | 45:19,1 |
| 8    | Nadia Moser         | Canada      | 45:55,0 |
| 9    | Megan Bankes        | Canada      | 46:35,2 |
| 10   | Irene Lardschneider | Italia      | 46:51,3 |

1º marzo

##### Staffetta 3x6 km
| Pos. | Nazione    | Atleti                                                                             | Tempo     |
| ---- | ---------- | ---------------------------------------------------------------------------------- | --------- |
| 1    | Francia    | Camille Bened Myrtille Bègue Lou Jeanmonnot                                        | 1:02:52,1 |
| 2    | Norvegia   | Une Christiane Tronerud Kvelvane Emilie Ågheim Kalkenberg Kjersti Kvistad Dengerud | 1:03:09,6 |
| 3    | Russia     | Polina Ševnina Emma Timerbulatova Valerija Vasnecova                               | 1:03:32,2 |
| 4    | Germania   | Marina Sauter Sophia Schneider Hanna Kebinger                                      | 1:04:56,0 |
| 5    | Polonia    | Natalia Tomaszewska Kamila Cichoń Kamila Żuk                                       | 1:05:33,4 |
| 6    | Italia     | Irene Lardschneider Michela Carrara Eleonora Fauner                                | 1:05:53,8 |
| 7    | Rep. Ceca  | Natálie Jurčová Tereza Vinklárková Iva Křižovičová                                 | 1:06:00,8 |
| 8    | Finlandia  | Saana Lahdelma Heidi Kuuttinen Jenny Fellman                                       | 1:06:08,9 |
| 9    | Canada     | Emily Dickson Nadia Moser Megan Bankes                                             | 1:06:23,7 |
| 10   | Kazakistan | Ljudmila Achatova Oksana Čulkova Evgenija Krasikova                                | 1:08:32,7 |

27 febbraio

## Medagliere per nazioni
| Pos. | Nazione   | Oro | Argento | Bronzo | Totale |
| ---- | --------- | --- | ------- | ------ | ------ |
| 1    | Russia    | 8   | 2       | 5      | 15     |
| 2    | Svezia    | 3   | 0       | 1      | 4      |
| 3    | Polonia   | 2   | 1       | 0      | 3      |
| 4    | Norvegia  | 1   | 4       | 4      | 9      |
| 5    | Francia   | 1   | 2       | 4      | 7      |
| 6    | Rep. Ceca | 1   | 2       | 1      | 4      |
| 7    | Finlandia | 0   | 2       | 0      | 2      |
| 8    | Germania  | 0   | 1       | 0      | 1      |
| 8    | Italia    | 0   | 1       | 0      | 1      |
| 8    | Ucraina   | 0   | 1       | 0      | 1      |
| 11   | Svizzera  | 0   | 0       | 1      | 1      |